# Bezirk Kankintú
Kankintú ist ein Bezirk (distrito) des indigenen Territoriums Ngöbe-Buglé in Panama. Die Einwohnerzahl betrug laut Volkszählung 2023 19.751. Es liegt in der Unterregion Ño Kribo.
Der einzige Weg, Kankintú zu erreichen führt über den Cricamola-Fluss, der über die Chiriquí-Lagune im Karibischen Meer zugänglich ist. Die Fahrt erfolgt per Einbaum (Cayuco) vom nächstgelegenen Hafen in Chiriquí Grande und dauert zwischen drei und vier Stunden.
Durch das Gesetz 33 vom 10. Mai 2012 trennte sich der Bezirk Jirondai vom Verwaltungsgebiet.

## Gliederung
Der Bezirk Kankintú ist administrativ in folgende Corregimientos unterteilt:
- Bisira (Hauptstadt)
- Calante
- Kankintú
- Guoroni
- Mününi
- Piedra Roja
- Tolote